# 武竞天
武竞天（1908年12月15日—1977年6月12日），男，原名武宝善，山西寿阳芹泉村人，中华人民共和国政治人物，曾任中华人民共和国铁道部第一副部长、党组副书记，第三届全国人大代表。

## 生平
1945年抗战胜利后，任中共晋冀鲁豫中央局秘书长。1946年改任晋冀鲁豫中央局财经部运输处长、晋冀鲁豫边区人民政府交通厅长。1948年任华北人民政府交通部长。
1949年1月10日成立中央军委铁道部，滕代远任部长，吕正操和武竞天任副部长。武竞天分管干部工作、并负责铁道部日常工作，兼任铁道部党委副书记、政治部主任、监委书记和党校校长。1967年受到冲击，长期在“牛棚”关押。
1979年11月铁道部党组为武竞天同志彻底平反，全部推倒强加在他身上的一切诬蔑不实之词，为他恢复了名誉。

## 家人
妻子朱瑞兰：1947年在邯郸结婚。